# Gens Cornelia

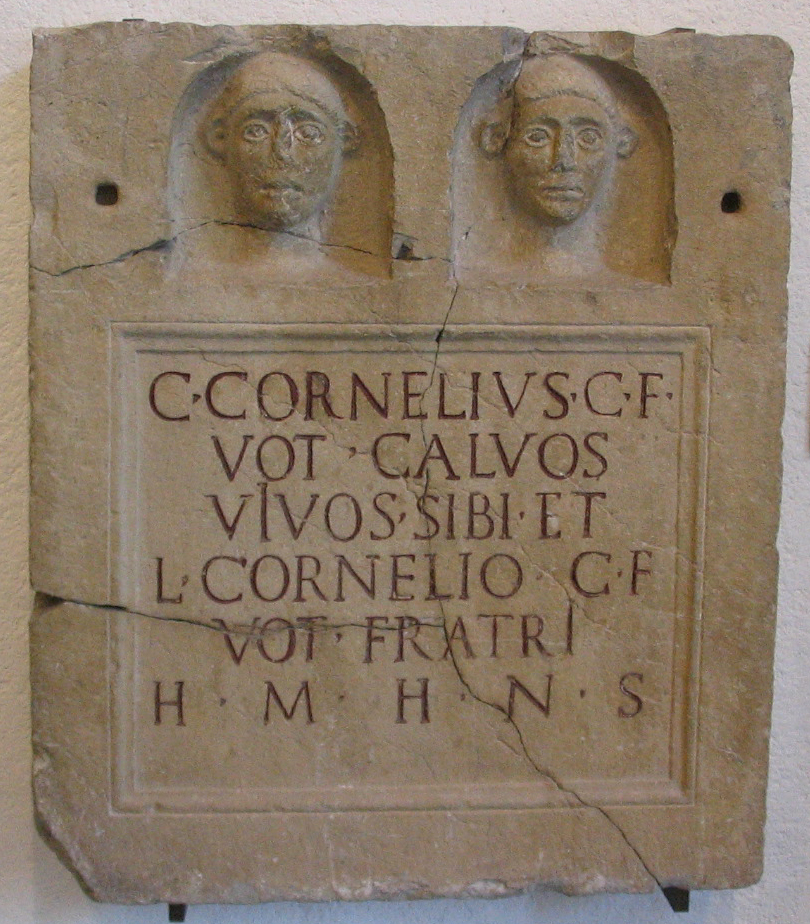
Grafsteen van de broers Gaius en Lucius Cornelius, zoons van Gaius.

De gens Cornelia was een van de belangrijkste patricische gentes te Rome.

## Cognominain degens Cornelia
- Balbus
- Blasio
- Cethegus (cognomen)
- Cinna
- Cossus
- Dolabella (cognomen)
- Lentulus
- Maluginensis
- Merula
- Rufinus
- Scipio
- Sulla
- Tacitus

## Bekende leden van degens Cornelia
- Servius Cornelius Maluginensis (Cossus), consul in 485 v.Chr.
- Lucius Cornelius Ser.f. Maluginensis Uritus (Cossus), consul in 459 v.Chr.
- Marcus Cornelius Maluginensis, decemvir in 450 v.Chr.
- Marcus Cornelius Maluginensis, consul in 436 v.Chr.
- Aulus Cornelius Cossus, consul in 428 v.Chr.
- Publius Cornelius Cossus, consulair tribuun in 415 v.Chr.
- Aulus Marcus Cornelius Cossus, consulair tribuun in 413 v.Chr.
- Gnaeus Cornelius A.f. Cossus, consul in 409 v.Chr.
- Publius (of Servius) Cornelius Maluginensis, consul in 393 v.Chr. en later(?)
- Lucius Cornelius P.f. Scipio, consul in 350 v.Chr.
- Aulus Cornelius P.f. Cossus Arvina, consul in 343 v.Chr., 332 v.Chr.
- Publius Cornelius Scapula, consul in 326 v.Chr.
- Lucius Cornelius Lentulus, consul in 326 v.Chr.?
- Publius Cornelius A.f. Arvina, consul in 306 v.Chr., 288 v.Chr.
- Servius Cornelius Cn.f. Lentulus, consul in 303 v.Chr.
- Lucius Cornelius Scipio Barbatus, consul in 298 v.Chr.
- Publius Cornelius Cn.f. Rufinus, consul in 290 v.Chr.
- Publius Cornelius Dolabella, consul in 283 v.Chr.
- Publius Cornelius Cn.f. Rufinus, consul in 277 v.Chr. (II?)
- Cornelius Ti.f Lentulus Caudinus, consul in 275 v.Chr.
- Servius Cornelius P.f. Merenda, 274 v.Chr.
- Gnaius Cornelius P.f. Blasio, 270 v.Chr., 257 v.Chr.
- Gnaius Cornelius Scipio Asina, consul in 260 v.Chr., 254 v.Chr.
- Lucius Cornelius Scipio, consul in 259 v.Chr.
- Lucius Cornelius L.f. Lentulus Caudinus, consul in 237 v.Chr.
- Publius Cornelius L.f. Lentulus Caudinus, consul in 236 v.Chr.
- Gnaius Cornelius Scipio Calvus, consul in 222 v.Chr.
- Publius Cornelius Cn.f. Scipio Asina, consul 221 v.Chr.
- Publius Cornelius Scipio, consul in 218 v.Chr.
- Publius Cornelius Scipio Africanus maior, generaal
- Marcus Cornelius M.f. Cethegus, consul in 204 v.Chr.
- Gnaius Cornelius L.f. Lentulus, consul in 201 v.Chr.
- Lucius Cornelius Lentulus, consul in 199 v.Chr.
- Gaius Cornelius L.f. Cethegus, consul in 197 v.Chr.
- Lucius Cornelius L.f. Merula, consul in 193 v.Chr.
- Publius Cornelius Scipio Nasica, consul in 191 v.Chr.
- Lucius Cornelius Scipio Asiaticus, consul 190 v.Chr.
- Publius Cornelius Scipio Africanus minor
- Publius Cornelius L.f. Cethegus, consul in 181 v.Chr.
- Gnaeus Cornelius Cn.f. Scipio Hispallus, consul in 176 v.Chr.
- Lucius Cornelius Scipio, praetor in 174 v.Chr.
- Publius Cornelius Scipio Nasica Corculum, consul in 162 v.Chr., 155 v.Chr.
- Marcus Cornelius Cethegus, consul in 160 v.Chr.
- Gnaeus Cornelius Dolabella, consul in 159 v.Chr.
- Lucius Cornelius Lentulus Lupus, consul in 156 v.Chr.
- Publius Cornelius Scipio Aemilianus Africanus minor (Numantinus)
- Gnaius Cornelius Lentulus, consul in 146 v.Chr.
- Publius Cornelius Scipio Nasica Serapio, consul in 138 v.Chr.
- Lucius Cornelius Cinna, consul in 87 v.Chr.
- Lucius Cornelius Scipio Asiaticus, consul in 83 v.Chr.
- Gnaius Cornelius Dollabella, consul in 81 v.Chr.
- Lucius Cornelius Sulla Felix, dictator ca. 81 v.Chr.
- Gnaius Cornelius Dolabella, praetor 81 v.Chr., proconsul in 80 v.Chr.
- Gaius Cornelius, quaestor voor Pompeius, tribuun in 67 v.Chr.
- Publius Cornelius Dolabella, consul in 44 v.Chr.
- Lucius Cornelius Cinna, praetor in 44 v.Chr.
- Gaius Cornelius Gallus, eerste praefectus van Aegyptus in 30 v.Chr.
- Gnaius Cornelius Lentulus, consul in 18 v.Chr.
- Publius Cornelius Lentulus Marcellinus, consul in 18 v.Chr.
- Publius Cornelius Scipio, consul 16 v.Chr.
- Gnaius Cornelius Lentulus de augur, consul in 14 v.Chr.
- Lucius Cornelius Sulla, consul in 5 v.Chr.
- Lucius Cornelius Lentulus, consul in 3 v.Chr.
- Cossus Cornelius Lentulus, consul in 1 v.Chr.
- Gnaeus Cornelius Cinna Magnus, consul in 5
- Publius Cornelius Dolabella, consul in 10
- Cornelius Severus, dichter
- Servius Cornelius Cethegus, consul in 24
- Cossus Cornelius Lentulus, consul in 25
- Gnaius Cornelius Lentulus Gaetulicus, consul in 26
- Lucius Cornelius Sulla Felix, consul in 33
- Servius Cornelius Salvidienus Orfitus, consul 51
- Faustus Cornelius Sulla Felix, consul in 52
- Publius Cornelius Scipio, consul in 52
- Cossus Cornelius Lentulus, consul in 60
- Publius Cornelius Tacitus, historicus
- Servius Cornelius Dolabella Petronianus, consul in 86
- Aulus Cornelius Palma Frontonianus, consul in 99 en 109
- Marcus Cornelius Fronto, grammaticus 2e eeuw
- Servius Cornelius Sciio Saluidienus Orfitus, consul in 110
- Cornelius Pansa, consul in 122
- Lucius Octavius Cornelius Publius Slavius Iulianus Aemilianus, consul in 148
- Servius Cornelius Scipio Lucius Saluidienus Orfitus, consul in 149
- Manlis Acilius Glabrio Gnaeus Cornelius Severus, consul in 152
- Marcus Gavius Cornelius Cethegus, consul in 170
- Servius Cornelius Scipio Saluidienus Orfitus, consul in 178
- Cornelius Labeo, schreef een geschiedenis van de Romeins/Etruskische religie, nu verloren